# Le Diable dans la peau (film, 1960)
Pour les articles homonymes, voir Le Diable dans la peau.
Le diable dans la peau (Hell Bent for Leather) est un western américain réalisé par George Sherman et sorti en 1960.

## Synopsis
À cause d'une carabine qu'il a prise à un homme qui lui volait son cheval dans le désert, Clay Santell est pris pour un tueur par un shérif qui s'acharne contre lui. Il doit fuir en prenant pour otage une jeune femme Janet.

## Fiche technique
Source : IMDb, sauf mention contraire
- Titre français : Le diable dans la peau
- Titre original : Hell Bent for Leather
- Réalisateur : George Sherman
- Scénariste : Christopher Knopf
- Producteur : Gordon Kay
- Musique du film : Irving Gertz et William Lava
- Directeur de la photographie : Clifford Stine
- Montage : Milton Carruth
- Direction artistique : Richard H. Riedel
- Décorateurs de plateau : Russell A. Gausman et Julia Heron
- Société(s) de production :  Universal International Pictures
- Format :  Couleur (Eastmancolor) - 2,35:1 - 35 mm - Son mono
- Pays de production : USA
- Genre : Western
- Durée : 82 minutes
- Dates de sortie :
  - États-Unis : 1er février 1960
  - France : 3 août

## Distribution
- Audie Murphy (VF : Jacques Thébault) : Clay
- Felicia Farr (VF : Marcelle Lajeunesse) : Janet
- Stephen McNally (VF : Yves Furet) : Deckett
- Robert Middleton (VF : Jean Violette) : Ambrose
- James Westmoreland : Moon, le second assistant de Perrick
- Jan Merlin : Travers
- Herbert Rudley (VF : Fernand Fabre) : Nate Perrick
- Malcolm Atterbury (VF : Georges Hubert) : Gamble, le patron du Saloon de Sutterville
- Joseph Ruskin (VF : William Sabatier) : Shad
- Allan Lane (VF : Henry Djanik) : Kelsey, le premier assistant de Perrick
- John Qualen (VF : Camille Guérini) : le vieux Ben
- Eddie Little Sky (VF : Claude D'Yd) : William, le pisteur indien
- Steve Gravers (VF : Serge Sauvion) : Grover
- Beau Gentry : Stone
- Bob Steele (VF : Albert Montigny) : Jared